# Agrypnia macdunnoughi
Agrypnia macdunnoughi är en nattsländeart som först beskrevs av Milne 1931.  Agrypnia macdunnoughi ingår i släktet Agrypnia och familjen broknattsländor. Inga underarter finns listade i Catalogue of Life.